# Джапто Сурджосумарно
Кандженг Пангеран Харьо Джапто Сулистьо Сурджосумарно (индон. Kanjeng Pangeran Haryo Japto Soelistyo Soerjosoemarno; 16 декабря 1949, Суракарта), обычно Джапто Сурджосумарно (индон. Japto Soerjosoemarno) или Джапто (индон. Japto) — индонезийский политик и юрист, председатель ультраправого националистического движения Молодёжь Панчасила. Участник антикоммунистической кампании, активный сторонник «Нового порядка» Сухарто.

## Происхождение и юность
Родился в семье традиционной аристократии. Отцом Джапто был генерал национальной армии Сутарджо Сурджосумарно, выходец из яванского дворянства. Долли Зегериус, мать Джапто — нидерландка еврейского происхождения. Генерал Сурджосумарно-старший был другом генерала Сухарто. Образование Джапто получил в Нидерландах как эксперт по геодезии и топографии.

## Авторитетный юрист
Джапто также занимался частной адвокатской практикой. Владеет юридической фирмой в Джакарте. Преподавал юриспруденцию в Христианском университете Индонезии.

По словам его учеников, это один из лучших преподавателей. Его стиль похож на гангстерский, но это умный гангстер. Лекции он читает по-сержантски, серьёзно, но без комплексов. Опираясь на свой личный опыт, он развивает в студентах чувство патриотизма. Ученики его уважают и даже на дискотеках пользуются именем Джапто, которое обеспечивает безопасность.

## Активист «Нового порядка»
В конце 1980 неформальные лидеры движения во главе с Эффенди Насутионом выдвинули Джапто на руководство PP. Генералы Сухарто и Муртопо одобрили его кандидатуру. С марта 1981 года Джапто Сурджосумарно — председатель Национального исполнительного совета Молодёжь Панчасила.
Под руководством Джапто «Молодёжь Панчасила» достигла шестимиллионной численности. Организация являлась важной политико-силовой структурой режима, молодёжным подразделением Голкар. Отмечалась видная роль PP в обеспечении успехов Голкар на выборах и социального контроля в проблемных регионах. Боевики организации нападали на оппозиционеров, устраивали демонстрации в поддержку режима, обеспечивали личную охрану Сухарто и его семьи. Они также получили своеобразную «лицензию» на криминальные операции. Серьёзные последствия вызвала акция 27 июля 1996 года — разгром и поджог штаб-квартиры легальной Демократической партии. Результатом стали двухдневные погромы и столкновения в Джакарте.

## Политик после Сухарто
Джапто Сурджосумарно сохранил политическое влияние и после 1998 года. «Молодёжь Панчасила» выступает как сильная структура правого лагеря, отстаивает принципы и традиции «Нового порядка». Продолжается и теневая деятельность в форме предоставления на коммерческой основе силовых услуг представителям власти и бизнеса.
Джапто регулярно выступает на публичных мероприятиях «Молодёжи Панчасила», принимает парады и смотры, в том числе в индонезийской диаспоре США. Активно сотрудничает с семейством покойного Сухарто и армейским командованием. Поддерживает общественные программы министерства обороны.
Выступает с жёстких антикоммунистических позиций, против какого-либо пересмотра оценки событий 1965—1966, исключает извинения за убийства членов КПИ в какой бы то ни было форме. Публично солидаризировался с Анваром Конго, активным участником убийств 1965—1966 годов.
Позиционируется также как защитник традиционных национальных ценностей от иностранных либеральных влияний. С позиций идеологии Панча Сила отстаивает организационно-политическую независимость PP от других правых сил, особенно исламских. 1 июня 2001 года Джапто основал партийное крыло PP — Партию патриотов. В 2010—2013 возглавлял образовательный телеканал TPI.
Отмечаются усилия Джапто представить PP как «организацию не банд, а общин», действующую на правовой основе и выполняющую общественно-полезные функции.
В 2011 году на Джапто Сурджосумарно было совершено покушение. В полученную им посылку с книгой неизвестные вложили бомбу. Взрыва, однако, не произошло, устройство удалось обезвредить. Аналогичные посылки были направлены лидеру либеральной мусульманской организации и генералу полиции. Предполагается, что попытку убийства совершили исламские фундаменталисты. Причина состояла в том, что в силу своего происхождения Джапто воспринимается исламистами как символ еврейского влияния.
8 ноября 2014 года Джапто Сурджосумарно вновь избран председателем «Молодёжи Панчасила».

## Семья и личность
Джапто Сурджосумарно женат, имеет двух сыновей и дочь. Его сестра Марини и племянница Шеломита — известные индонезийские певицы и актрисы.
Увлекается экзотической охотой, выезжает на сафари в Африку. Собирает в своём доме охотничьи коллекции. Любит также игру в гольф.
Джапто Сурджосумарно фигурирует в документальном фильме Джошуа Оппенхаймера Акт убийства.